# 나주 임씨 대종가
나주임씨 대종가(羅州林氏 大宗家)는 전라남도 나주시 다시면 회진리 38번지에 있는 건축물이다. 2013년 11월 11일 나주시의 향토문화유산 제33호로 지정되었다.

## 지정 사유
나주임씨 입향조인 감무공 林卓이 1939년 현재터에 창건하였다. 전형적인 배산임수 지형에 위치하고 있으며 풍수적으로 渴馬飮水의 형국이라 한다. 현재의 종손에 이르기까지 23대를 이어 오는 동안 宗子宗孫으로 세대를 이어오고 있다. 임탁은 이성계가 역성혁명을 일으켜 조선을 개국하자 벼슬을 버리고 나주로 낙향하였다 한다. 나주임씨 세거지인 이곳 회진에서는 林鵬, 林復, 林晉, 林悌, 林峋, 임관, 林㥠 등의 훌륭한 인물들이 태어났다. 대종가는 안채, 사랑채, 사당, 대문채, 부조묘 등이 있으며, 1900년대 초엽에 화재로 소실된 부분에 대해서 재건하여 현재에 이른다. 나주임시 대종가는 나주에서 유일하게 창건이래 터를 보존해오고 있으며, 종가댁으로 부조묘를 두는 동시에 살림집의 기능을 적절히 유지하기 위하여 배향공간과 주거공간을 분리하고 있다. 또한 안채 사랑채 등은 근대 이후에 나타나는 겹집 유형의 평면을 유지하고 있어 학술적 가치가 크다.